# John F. Sowa
John F. Sowa ( * 1 de enero de 1940 (85 años)  es un matemático e informático estadounidense contemporáneo, a quien se le debe la invención de los gráficos conceptuales, una notación gráfica para la lógica y el lenguaje natural, basadas en las estructuras de redes semánticas y en los gráficos existenciales de Charles Sanders Peirce. 
Actualmente desarrolla "ontologías" de alto nivel para la inteligencia artificial y automatización del lenguaje natural. Conferencias internacionales sobre gráficos conceptuales tuvieron lugar durante una década ya desde antes de 1992. 
Sowa combina numerosas ideas modernas y antiguas, que van desde las ideas de aplicación de Aristóteles y de la escolástica medieval hasta Alfred North Whitehead. Incluye asimismo elementos de los modelos lógicos de bases de datos. Sowa pasó la mayor parte de su carrera profesional en IBM, de donde se retiró en 1992. 